# Pamphlebia rubrolimbataria
Pamphlebia rubrolimbataria är en fjärilsart som beskrevs av Moore 1887. Pamphlebia rubrolimbataria ingår i släktet Pamphlebia och familjen mätare. Inga underarter finns listade i Catalogue of Life.